# رولف اولسن (سياسي)
رولف اولسن (بالنرويجية البوكمول: Rolf Olsen)‏ هو محرر وسياسي نرويجي، ولد في 13 فبراير 1818، وتوفي في 7 يونيو 1864. انتخب عضو برلمان النرويج ‏.